# 國軍退除役官兵輔導委員會榮民森林保育事業管理處
國軍退除役官兵輔導委員會榮民森林保育事業管理處（簡稱退輔會森林保育處、退輔會森保處），為國軍退除役官兵輔導委員會曾設置的農林機構，處址設於宜蘭縣宜蘭市。成立背景為1959年時，為安置中華民國國軍退除役官兵開發東西橫貫公路沿線森林資源而設立的單位，一方面可以安置國軍退除役官兵 (屯田制)，另一方面藉其之力開發橫貫公路沿線資源，形成雙贏的局面。森林保育處從林務局接收的棲蘭山與大甲溪林區總面積87,889公頃，其範圍跨越宜蘭縣、新北市、桃園市、新竹縣、台中市等縣市。雖然所轄面積廣大，但保安林占80％左右，可開發之經濟林地只有20％、約有一萬七千公頃。2023年8月1日併入農業部林業及自然保育署，原轄管棲蘭山大部分林區業務改由農業部林業及自然保育署宜蘭分署管理，原轄管大甲溪林區業務改由農業部林業及自然保育署臺中分署管理。

## 沿革
- 1959年1月31日，因應中橫公路即將通車，如何在中橫沿線安置退除役官兵是一大問題；為此，退輔會訂定「橫貫公路沿線森林資源開發方案」，並成立「台灣橫貫公路森林開發籌備處」。同年10月10日，「台灣橫貫公路森林開發處」（後簡稱森林開發處）正式成立。[3]
- 森林開發處之成立，與中橫開發有絕對關係。理論上，台灣的國有林地在當時隸屬林產管理局（林務局前身，後簡稱林管局）管轄，但退輔會因身負安置榮民的任務，中橫沿線是政府認為其人煙稀少、資源豐富，做為安置用可避免許多問題，因此特別將中橫沿線（含宜蘭至梨山、霧社至大禹嶺兩條支線）兩側各十公里之天然資源，依法予以限制，作為安置榮民之用。森林開發處開始輔導榮民從事林業工作，退輔會的榮民安置計畫正式從平地進入到台灣山林。

- 1963年4月1日，更名為「行政院國軍退除役官兵就業輔導委員會橫貫公路森林開發處」。
- 1972年，併編退輔會榮民林業工作隊。
- 1975年，更名為「行政院國軍退除役官兵輔導委員會森林開發處」。
- 1998年2月，更名為「行政院國軍退除役官兵輔導委員會榮民森林保育事業管理處」。
- 2013年11月，更名為「國軍退除役官兵輔導委員會榮民森林保育事業管理處」。
- 2023年4月11日，立法院三讀通過行政院組織法條文修正草案。8月1日，榮民森林保育事業管理處併入農業部林業及自然保育署，相關文物與史蹟移置武陵農場保存且並留在退輔會。[4]

## 歷任處長
| 任別 | 姓名   | 任職期間                       | 備註                                                                    |
| ---- | ------ | ------------------------------ | ----------------------------------------------------------------------- |
| 1    | 沈家銘 | 1959年10月 — 1962年12月        | 金陵大學森林系 （首任）                                                 |
| 2    | 彭令豐 | 1962年12月 — 1988年12月        | 美國紐約州立大學林學院 曾任農林廳科長、森開處副處長                     |
| 3    | 王易謙 | 1989年1月 — 1994年2月          | 陸軍官校正23期，陸軍中將退役 曾任東引指揮部指揮官、中區軍團副司令官     |
| 4    | 宋子廉 | 1994年3月 — 1996年1月          | 陸軍官校正24期，陸軍中將退役 曾任海軍陸戰隊司令部副司令                 |
| 5    | 劉子田 | 1996年2月 — 1997年7月          | 陸軍官校正25期，陸軍中將退役 曾任金門防衛司令部副司令                   |
| 6    | 李惠鈞 | 1997年7月 — 2001年1月          | 陸軍官校正34期，陸軍中將退役 曾任陸軍後勤司令部工兵署署長               |
| 7    | 王成明 | 2001年2月 — 2007年7月          | 陸軍官校正40期，陸軍少將退役                                            |
| 8    | 曹三元 | 2007年9月 — 2008年3月          | 陸軍官校正41期，陸軍少將退役                                            |
| 9    | 薛幼菊 | 2008年3月 — 2008年7月          | 陸軍官校正40期，陸軍少將外職停役 曾任陸軍砲兵飛彈學校教育長兼參謀長     |
| 10   | 王成明 | 2008年7月 — 2013年1月          |                                                                         |
| 11   | 鄭仰生 | 2013年1月 — 2021年3月          | 國立中興大學土木工程學系 曾任退輔會第四處副處長、武陵農場及臺東農場場長 |
| 12   | 許績陵 | 2021年3月 — 2021年9月14日      | 憲兵學校70年班，陸軍中將退役 曾任海洋委員會海巡署副署長                 |
| 13   | 劉美蓉 | 2021年10月22日 — 2023年5月19日 | 國立臺灣大學園藝學系 曾任退輔會就學就業處、事業管理處副處長             |
| 14   | 汪昭華 | 2023年5月20日 — 2023年7月31日  | （末任）                                                                |